# لانينغيندل (أنغلزي)
لانينغيندل (بالإنجليزية: Llanynghenedl)‏ هي قرية تقع في المملكة المتحدة في ويلز.